# Crayon
Pour les articles homonymes, voir Crayon (homonymie).
 (avril 2020).
Si vous disposez d'ouvrages ou d'articles de référence ou si vous connaissez des sites web de qualité traitant du thème abordé ici, merci de compléter l'article en donnant les références utiles à sa vérifiabilité et en les liant à la section « Notes et références ».

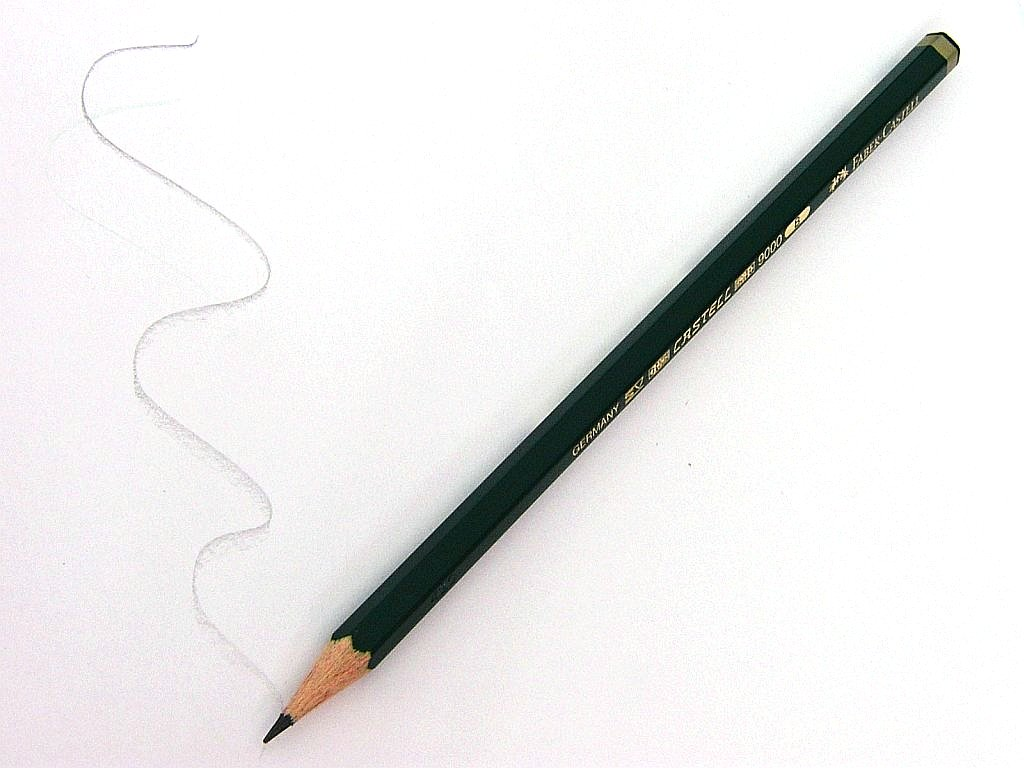
Crayon.

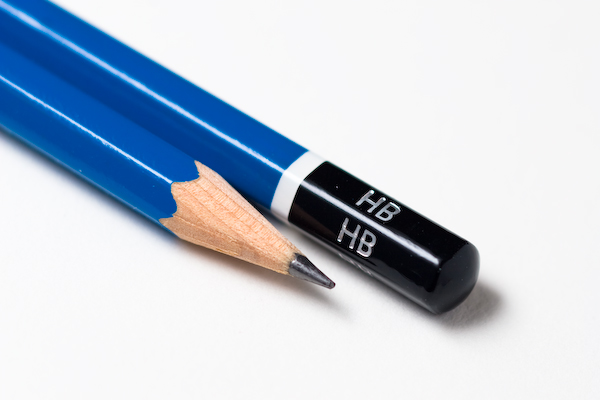
Deux extrémités de crayon HB.

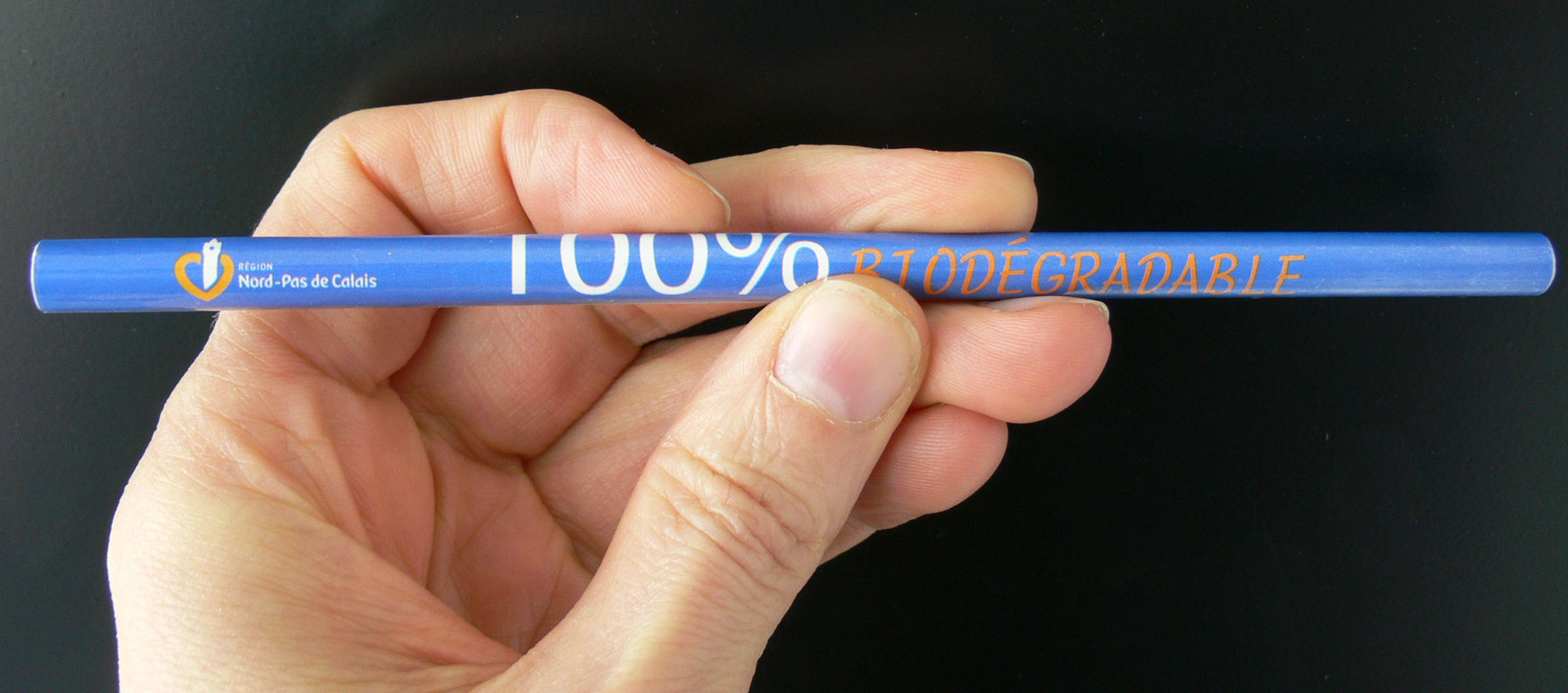
Crayon biodégradable, dont le corps est entièrement constitué de papier recyclé.

Un crayon est un instrument de dessin et d'écriture. Il est constitué d'une petite baguette de bois servant de gaine à une mine de la même longueur, l'extrémité de la baguette étant parfois recouverte d'une petite gomme à effacer. Lorsque la mine est usée, on taille le bois en maintenant la forme conique de l’extrémité, de manière à dégager une nouvelle longueur de mine, au moyen d’un canif ou d’un taille-crayon ou d'un bouton à retour sur le portemine (mine rétractable).

## Terminologie officielle
Le terme « crayon » désigne l'instrument d'écriture constitué d'une mine, à l'origine maintenue dans un tube métallique, aujourd'hui dans une gaine de bois. Toutefois, l'usage du mot s'étant étendu dans le langage courant en français de France pour désigner tout instrument d'écriture tel que  portemine, critérium, etc., il semble parfois nécessaire d'apporter une précision : il n'existe pas de terminologie officielle et les désignations peuvent varier selon les zones géographiques ou culturelles. On parle de « crayon-mine », de « crayon de mine », de « crayon à papier », de « crayon de papier », de « crayon de bois » ou « crayon gris », « crayon de plomb » ou « crayon à mine » au Québec, et en Belgique, de « crayon noir », « crayon ordinaire » ou simplement de « crayon ».

## Histoire

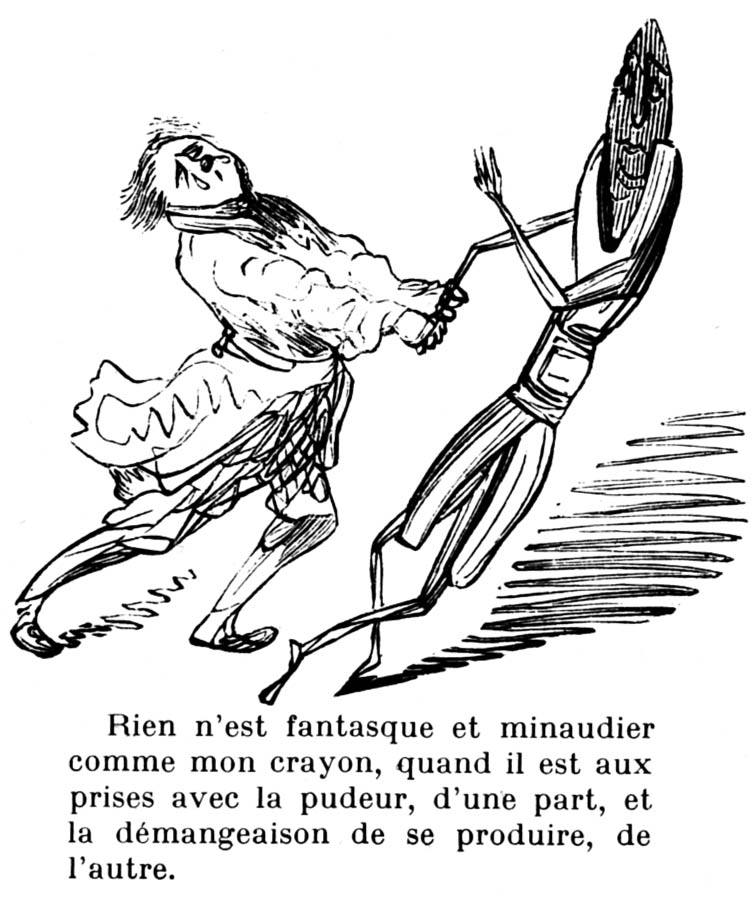
Le crayon de Gustave Doré (1854).

L'usage d'un stylet solide et sec, concurremment à l'encre, remonte à l'Antiquité. La pointe de métal a été longtemps utilisée pour réaliser des dessins ou pour écrire rapidement, l'écriture destinée à être conservée se faisant à l'encre avec les outils appropriés. Les Romains utilisent un stylet de plomb, puis un alliage de plomb et d'étain. Cette pratique est à l'origine du terme mine de plomb, toujours en vigueur bien qu'il n'existe plus de véritable mine « en plomb » depuis le milieu du XIXe siècle. Le mot anglais pour « mine » est toujours lead (« plomb »), comme l'allemand utilise Bleistift ou « pointe de plomb ». Au cours du Moyen Âge on expérimente divers expédients, des sortes de mines qu'on entoure de bois pour les protéger de la casse. Au XVIIe siècle, on découvre en Angleterre un important gisement d'un minerai noirâtre dont on pense alors que c'est une substance semblable au plomb, d'où le nom qu'on lui donne, plombagine. Il s'agit en fait de graphite.
Le crayon moderne a été mis au point indépendamment par l'inventeur autrichien Joseph Hardtmuth en 1792 (l'Allemagne disposait de gisements de graphite de qualité très inférieure) et par le chimiste français Nicolas-Jacques Conté en 1794 pour remplacer le graphite pur (la plombagine) dont l'importation d'Angleterre était interdite par le blocus. « Il mélangea du graphite moulu très fin avec de la poudre d'argile, en fine pâte qu'il compressa en mines, et après séchage les mit au four. En variant le temps de cuisson, la température, et la proportion argile/graphite il obtint des mines de diverses duretés. » Conté définit une échelle de dureté en chiffres de 1 (le plus doux) à 5, qui correspondait pratiquement à celle de Brockmann en lettres  qui est décrit ci-dessous. 
Avant la généralisation de l'invention de Conté, le crayon, préfigurant le portemine actuel, était un tube métallique fendu et muni d'une petite bague coulissante pour maintenir la mine, ceci aux deux extrémités, ce qui permettait d'utiliser deux mines différentes (plombagine et craie blanche, sanguine, sépia, etc). Par la suite, pour le dessin technique ou de précision, le crayon « en bois » a été remplacé par le portemine utilisant des mines aux diamètres calibrés de 0,3 - 0,5 - 0,7 ou 0,9 mm (pour les principaux formats), ou encore des mines de 2 mm ou 3,15 mm.
L'Angleterre vint donc plus tard que le continent à l'usage du crayon en bois. On continua à fabriquer des bâtons carrés de graphite pur. En 1838, Henry Bessemer invente une méthode pour comprimer la poudre de graphite et reconstituer des bâtons de graphite solide à partir des déchets de l'exploitation.
Aux États-Unis, des fabricants s'installent : le premier est William Munroe, en 1812. On doit à Ebenezer Wood le premier usage de la scie circulaire et le façonnage hexagonal des crayons. La fabrication intensive et la consommation de cèdre (Red cedar) pour le bois des crayons sont telles au début du XXe siècle qu'on en vient à récupérer le bois des menuiseries et des barrières, avant de recourir au Incense cedar (Calocedrus ou cèdre à encens, une variété proche du Thuya), un bois qui ressemble au cèdre mais qui provient de forêts aménagées, et qui est encore majoritairement utilisé. Cependant Bic réalise maintenant des crayons dont le bois est remplacé par de la résine de synthèse (à base de matériaux recyclés) qui est plus résistante et ne provoque pas d'échardes en cas de brisure. En France, en revanche, des crayons de bois sont toujours fabriqués selon la technique traditionnelle mise au point par Nicolas-Jacques Conté. La Compagnie Française des Crayons fabrique aussi tous les crayons beaux arts (sanguines, pierres noires, pastels, fusains, etc) pour la marque Conté à Paris, elle détenue par le groupe Colart.
Le 30 mars 1858, Hymen Lipman dépose un brevet pour la gomme fixée à l'extrémité du crayon.

## Dureté des mines

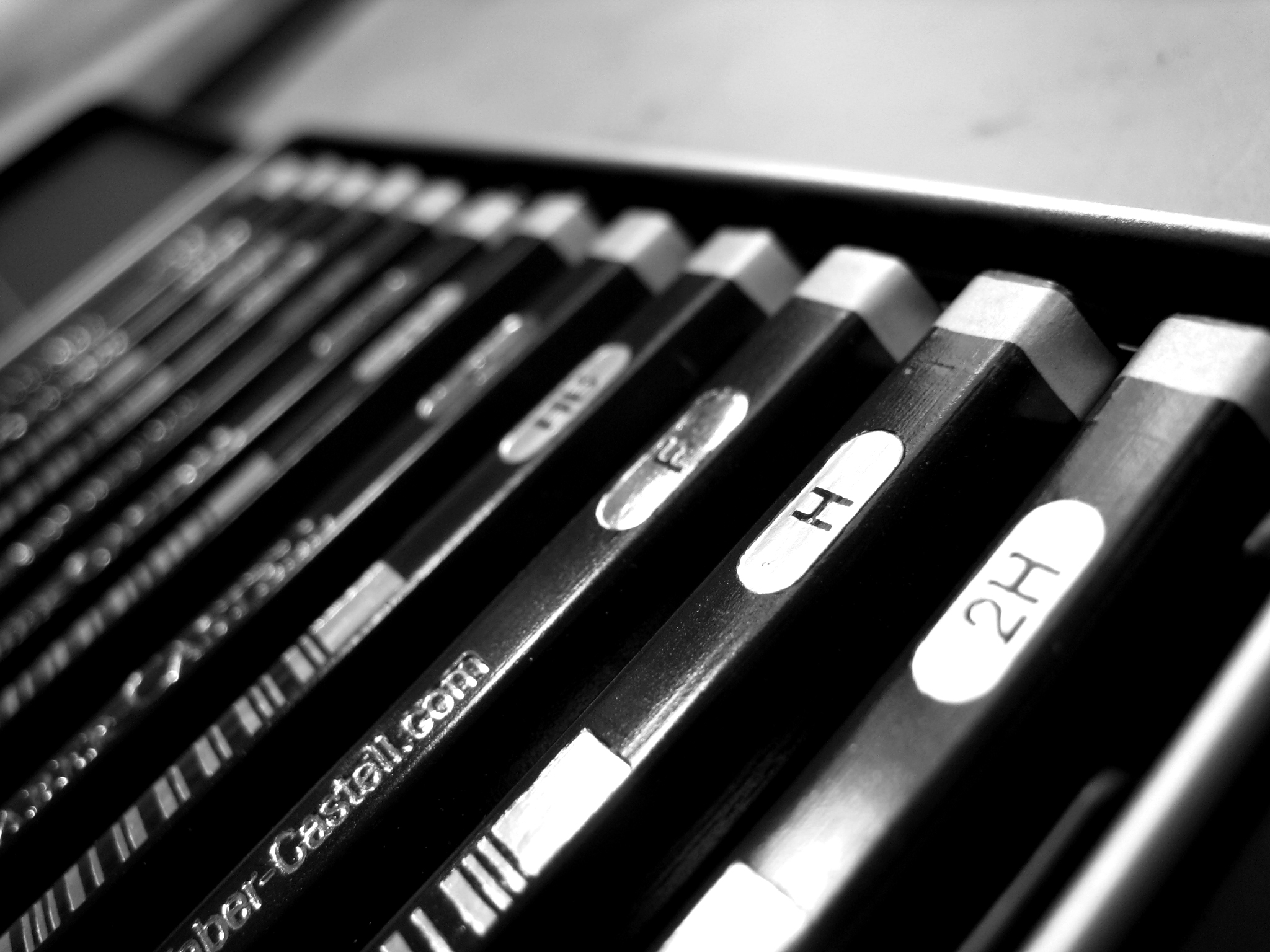
Des crayons avec différentes duretés.

Le degré de dureté des mines de crayons est défini par l’échelle suivante :
|      |      |      |    |    |    |    |    |         |         |         |         |    |    |    |    |    |        |        |        |
| 9H   | 8H   | 7H   | 6H | 5H | 4H | 3H | 2H | H       | F       | HB      | B       | 2B | 3B | 4B | 5B | 6B | 7B     | 8B     | 9B     |
| Dure | Dure | Dure | →  | →  | →  | →  | →  | Moyenne | Moyenne | Moyenne | Moyenne | →  | →  | →  | →  | →  | Tendre | Tendre | Tendre |

- H (hard) : dure (ou sèche);
- B (bold) : tendre (ou grasse) ;
- HB (hard bold) : moyenne ;
- F (fine point) : fine. Il s’agit du milieu de l’échelle, HB étant un peu plus tendre.

La dureté augmente de 6B à 9H et la densité (noirceur) du trait augmente de 9H à 6B. Une mine dure est sèche, précise et durable, mais manque de noirceur ; une mine tendre est grasse et a une bonne noirceur, mais s’use rapidement.
L’utilisateur d’un crayon choisit le type de mine en fonction de l’usage auquel il le destine : 
- pour un dessin technique qui exige la clarté du tracé et la précision des traits, le choix se porte vers une mine très sèche (type 2H à 9H). Ce type de construction graphique nécessite parfois un encrage du support (calque ou polyester) pour permettre la reproduction. Aujourd'hui, beaucoup préfèrent utiliser un portemine équipé de mines de très faible diamètre (0,3 mm) qui ont l’avantage de donner un trait fin. Cependant, même avec une pointe fine, l'épaisseur du trait varie, de par l'inclinaison du crayon. Aussi nombre de dessinateurs de métiers anciens (comme le dessin d'atelier d'ébénisterie), plus puristes, utilisent encore des crayons à mines très épaisses, qu'ils affutent sur un papier de verre, afin de le conserver en permanence en pointe ;
- pour un dessin aux instruments qui exige construction et précision avec une certaine sensibilité, la mine de dureté moyenne type HB est particulièrement adaptée ; en effet, elle permet un certain « repentir » (utilisation de la gomme) sans détruire la qualité du dessin initial ;
- pour un dessin artistique, croquis ou dessin à main levée, la mine 2B ou plus permet l’exploitation de toutes les techniques d’expression graphiques ; cependant l’utilisation du « repentir » (la gomme) peut empâter le dessin et est souvent proscrite. La gomme mie de pain est plus efficace sur ce type de marques. Dans un usage « artistique », le crayon permet de jouer avec la finesse du trait par la taille précise de la mine et l’usage de la pointe, ou d’en varier la texture et l’épaisseur en utilisant une mine plus émoussée, ou en inclinant le crayon de manière à avoir une surface de mine plus importante en contact avec le papier : se rapprochant ainsi des possibilités offertes par les mines de plomb, craies ou fusains qui sont dépourvus de la gaine de bois du crayon.

Les mines contiennent de l’argile et du graphite. Une mine tendre contient moins d’argile et une mine dure moins de graphite. Le graphite apporte le côté « gras » à la mine par son pouvoir lubrifiant, alors que l’argile est au contraire une charge maigre.
Le modèle HB, le plus utilisé par les consommateurs, est en quelque sorte le modèle standard, les autres sont réservés aux artistes ou à des professionnels, comme les architectes. L'épaisseur typique d'un trait de crayon est de quelques dizaines de nanomètres, soit une centaine de couches atomiques.
L’échelle servant à classer la dureté des mines a été créée par la maison Brookmann qui exploitait les mines de graphite de Borrowdale en Angleterre ; d'où le code de lettres faisant référence à des mots anglais. Originellement, il comprenait six duretés : B, BB, F, HB, H, HH, le dernier contenant une proportion plus importante d'argile, le premier une teneur en graphite relativement élevée. Ensuite Lothar von Faber vers 1839 l'a développée ; elle est très courante en France. Il existe également une codification numérique utilisée dans de nombreux pays.

## Fabrication

Les deux méthodes d'enchâssement de la mine.

Les mines sont fabriquées sous forme de pâte par mélange des différents constituants (pour les mines classiques, poudre de graphite et kaolin, en proportions variables selon la dureté). La pâte est extrudée au travers d'une grille pour donner un cylindre de diamètre voulu, et est durcie par séchage. Le corps du crayon est fabriqué avec des plaquettes de bois, aujourd'hui majoritairement du cèdre à encens, pour sa texture homogène (fibres très bien alignées) et facile à tailler, qui sont rainurées : les mines sont collées dans les rainures, une seconde plaquette rainurée est collée sur la première. Les plaquettes sont ensuite découpées pour séparer les crayons, qui sont façonnés ensuite en cylindres ou en baguettes de section hexagonale. Ils reçoivent ensuite une ou plusieurs couches de peinture, l'impression de la marque, etc. Une extrémité est enfin taillée, et l'extrémité opposée reçoit un revêtement, la toque, ou éventuellement une petite gomme, plus rarement un embout métallique comportant ou non un anneau.
Si en Europe les crayons sont revêtus de couleurs différentes, aux États-Unis ils sont majoritairement jaunes, reprenant la couleur de ceux de Koh-i-Noor, introduit dans ce pays en 1890 par la firme austro-hongroise Koh-i-Noor Hardtmuth, qui était considéré comme le meilleur — et le plus cher — crayon au monde.

## Types de crayons

### Crayons de couleur

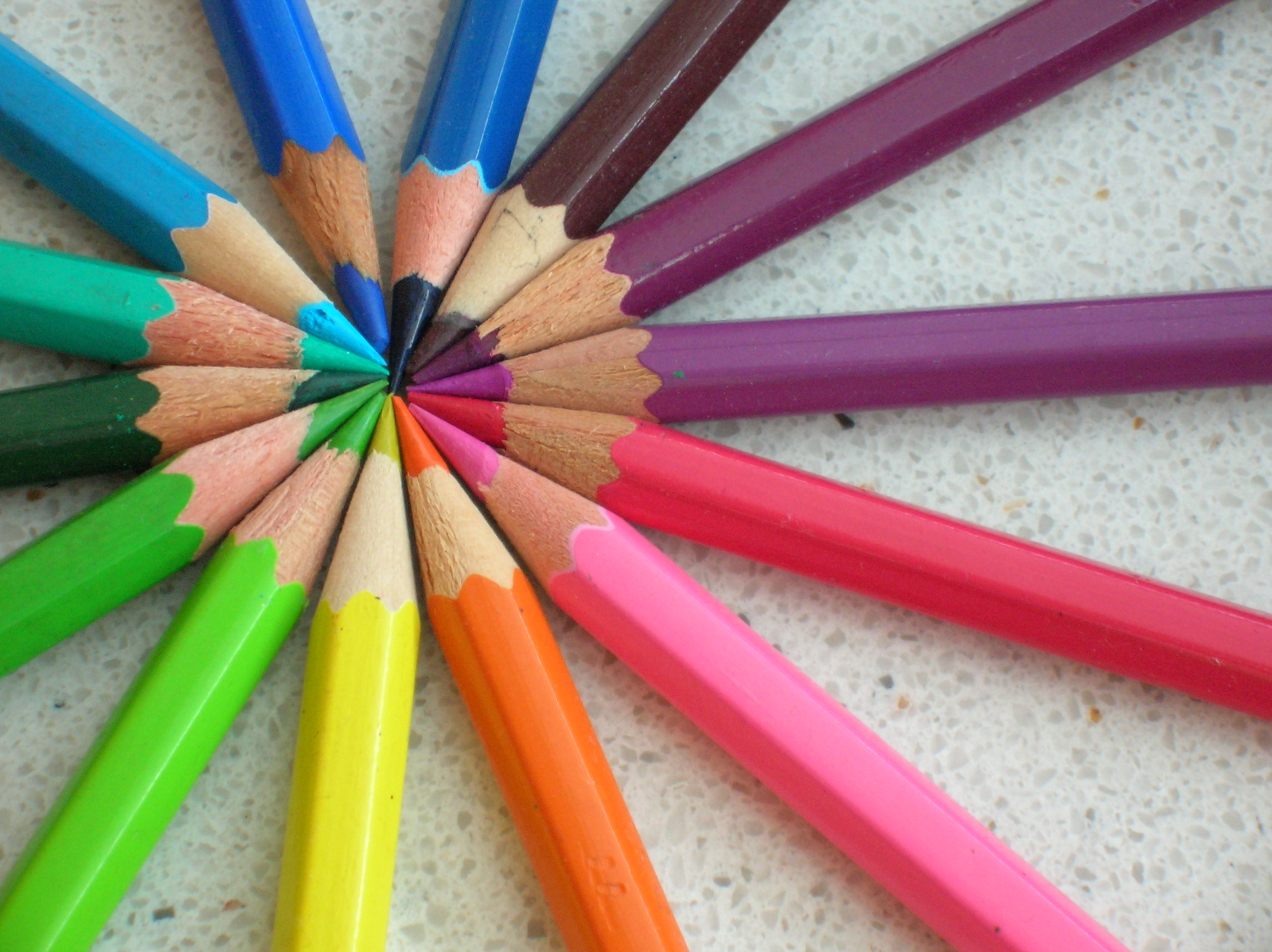
Montage en étoile de crayons de couleur.

Les crayons de couleur utilisent des mines faites de pigments mélangés à de l'argile et de la gomme ou de la résine. Ils sont apparus au début du XXe siècle et leur emploi s'est généralisé dans la seconde moitié du siècle.
Les crayons de couleur de qualité sont largement utilisés par les professionnels de l'illustration. Ils présentent une large gamme de couleurs et de nuances. Les crayons de couleur sont généralement équipés de mines de type gras : selon les fabrications, il existe cependant divers degrés de dureté, mais qui ne sont pas indiqués, contrairement à leurs équivalents graphite.
Ils sont, le plus souvent, destinés à l'usage du livre de coloriage à l'instar du stylo-feutre. Les crayons de couleurs font donc partie de la trousse de l'écolier et sont, à ce titre, souvent associés à la jeunesse et à l'école.
Pour les plus jeunes, par souci de sécurité, des crayons « sans bois », et des crayons de cire ont fait leur apparition. Ils permettent une meilleure prise en main (grâce à un format « large » adapté) et évitent les échardes. L'emploi de composés plastiques pour leurs mines les rend par contre moins aptes à restituer leurs couleurs.

#### Crayon bleu inactinique
Un type particulier de crayon de couleur est le crayon bleu inactinique, utilisé en graphisme, illustration, bande dessinée, manga, animation. La mine, assez dure, est d’une couleur bleu clair qui n’était pas sélectionnée par les films trait utilisés pour la reproduction de documents au trait[pas clair], et aujourd’hui par les scanners en mode bitmap (en mode demi-teintes il est nécessaire de procéder à des réglages pour éliminer le tracé bleu). Le crayonné fait avec ce crayon est encré en noir, puis photographié ou scanné sans qu’il soit nécessaire de le gommer préalablement, puisqu’il n’apparaît pas à la reproduction. Ceci est utile lorsque le support utilisé se prête mal au gommage, lorsque l’encre pas assez sèche risque de faire des traces, et élimine les oublis du gommage. Les crayons bleus inactiniques se trouvent dans le commerce sous forme de crayons classiques ou de mines pour porte-mines de différents diamètres.

### Crayon à l'aniline
Jusqu'à la généralisation du stylo à bille, les crayons à l'aniline dits aussi « crayons à encre », permettaient d'obtenir un trait bleu intense et pratiquement indélébile. Il fallait pour cela mouiller la pointe de la mine, ce qui se faisait couramment avec la langue, pratique qui pouvait causer certains désagréments, l'aniline étant toxique.
Aujourd'hui il existe des crayons à l'aniline qui n'ont plus besoin d'être mouillés préalablement, et qui permettent d'écrire sur toutes sortes de surfaces, comme le verre, les plastiques. Certains crayons de charpentier sont conçus pour marquer les bois humides.

### Crayon bicolore

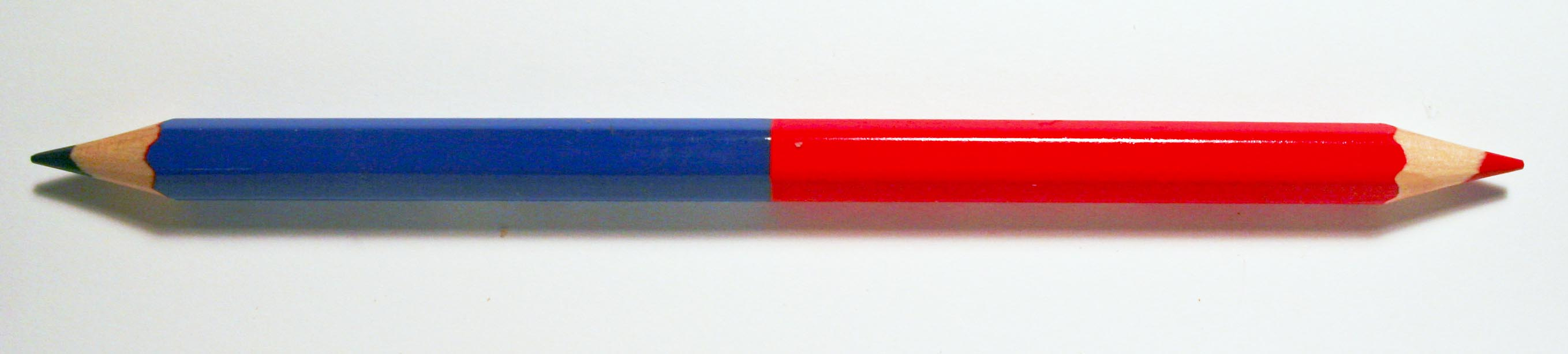
Crayon bicolore dit crayon télévision.

Longtemps utilisé par les écoliers et un large public, ce crayon, de dimensions légèrement supérieures au crayon classique, taillé à chaque extrémité, comporte deux mines, une rouge et une bleue. Il est connu en France sous l'appellation de crayon Télévision, marque déposée par le fabricant Conté pour son modèle 649 (à l’époque où la télévision connaissait son essor en France). La plupart des fabricants ont commercialisé des modèles équivalents.
Des crayons à deux mines différentes (noir / sépia, noir / sanguine, sanguine / blanc, etc) de dimensions standard, sont également fabriqués et commercialisés. D'autre part, il existe aussi des crayons fantaisie avec une mine unique, mais composée de quatre couleurs juxtaposées (bleu, rouge, jaune, vert). La couleur du trait varie selon la façon dont on tient le crayon.

### Crayon aquarelle

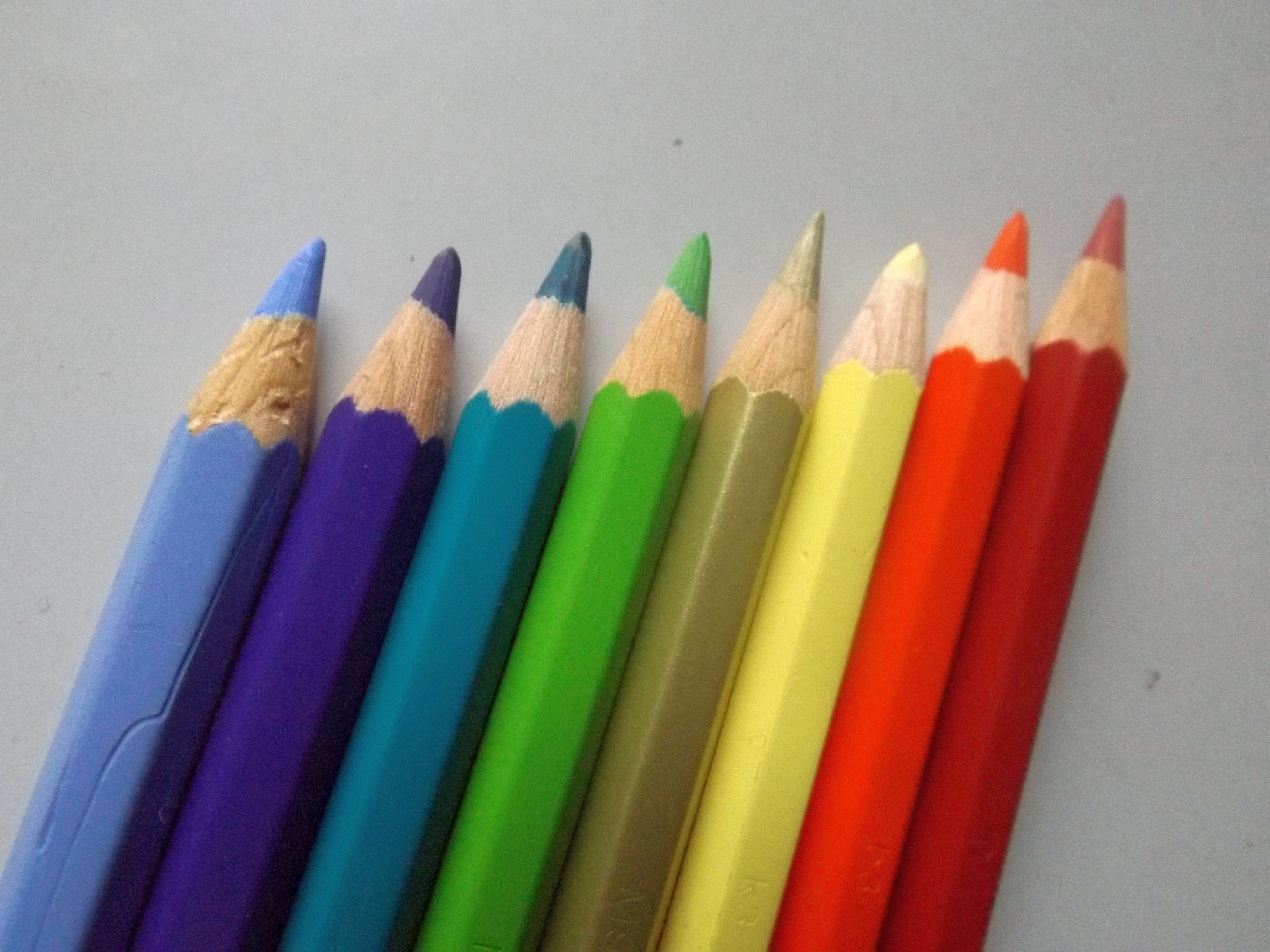
Crayons de couleurs aquarellables.

Les crayons aquarelle sont des crayons de couleurs constitués de mines miscibles dans l'eau, ils sont utilisés secs ou dilués dans l'eau, seuls ou dans les techniques mixtes avec la gouache et l'aquarelle. Les traces de crayons allongés d'eau se diluent et donnent l'aspect de l'aquarelle.

### Crayon pastel
Les crayons pastel ont une mine dont la constitution est celle du pastel sec mais rendue moins friables par l'adjonction d'une plus importante quantité de gomme arabique. Ils s'emploient seuls ou en complément de la technique du pastel sec et aussi dans des techniques mixtes, notamment avec la gouache.

### Crayon fusain
Les crayons fusains sont constitués de mines en fusain aggloméré, comme pour les crayons graphites, ils sont plus ou moins tendres, leur dureté varie entre 4h et 4b. Ils permettent un travail plus précis que les bâtons de fusain.

### Crayon sanguine
Un crayon sanguine contient une mine à base d'argile ou de terre rouge naturelle. Apparenté aux pastels, il est employé particulièrement dans la technique dite des « trois crayons » avec la pierre noire et la craie blanche.
Il existe principalement 3 types de sanguines, dont la teinte varie légèrement : sépia, Médicis et XVIIIème.

### Crayon de charpentier

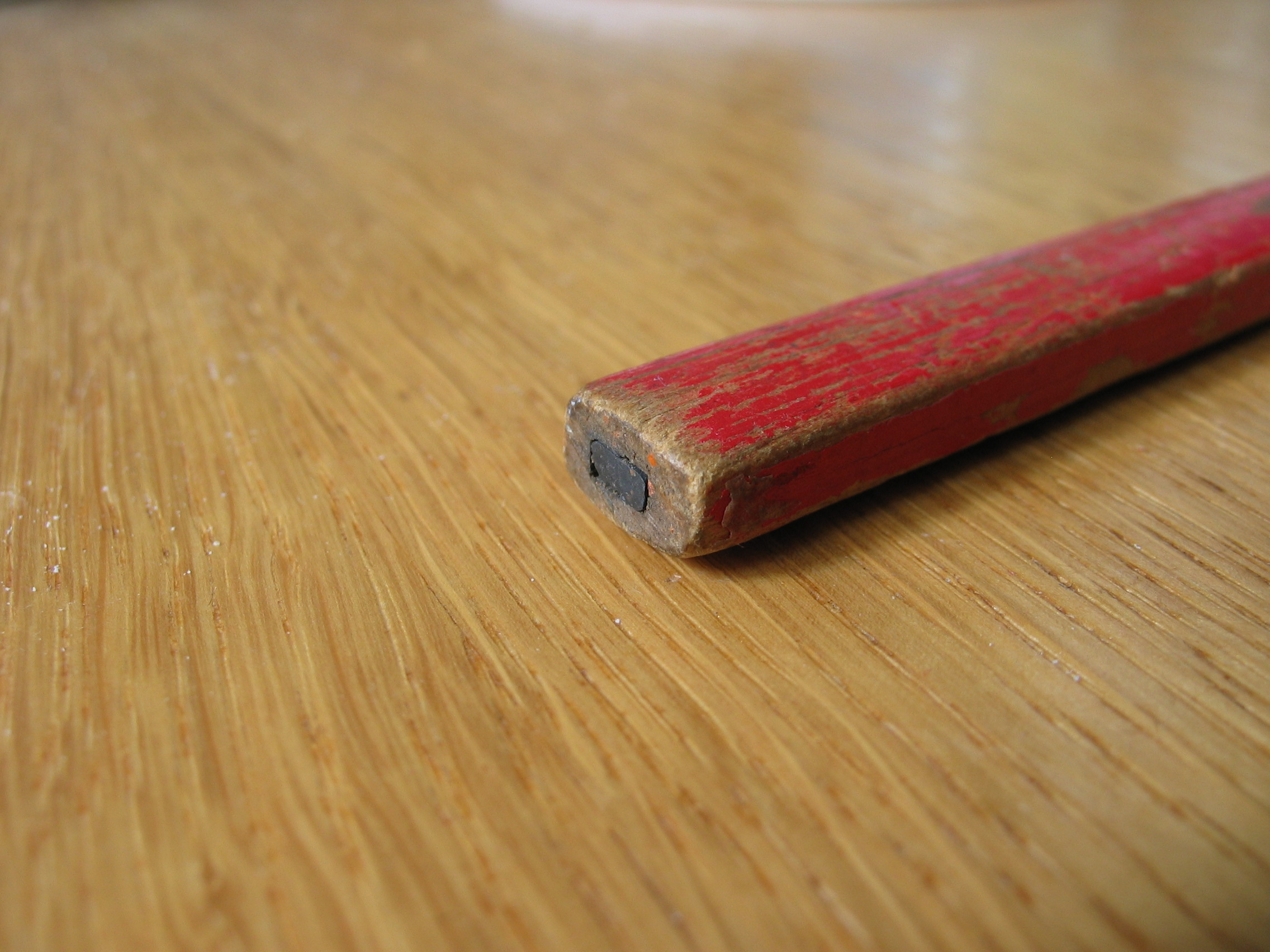
Crayon de charpentier de section rectangulaire.

Le crayon de charpentier (ou de menuisier) est destiné à tracer sur le bois les divers tracés nécessaires à son travail. C'est l'outil de l'art du trait (le tracé des charpentes). L'ultime vérification, sur pièce, du tracé des épures.
Il doit être robuste : la section de la mine, d'assez grande taille, est rectangulaire ou ovale, comme la section du corps du crayon lui-même est également rectangulaire ou ovale, pour lui éviter de rouler lorsqu'il est posé. Il existe des mines graphite (généralement HB), ou des mines aniline destinées à marquer les bois humides.
Le crayon de charpentier est souvent vendu non taillé, en raison de sa forme peu adaptée aux systèmes de taille mécaniques (bien que des taille-crayons spéciaux existent). Il est donc taillé à la main avec un canif, un cutter ou un ciseau à bois (de 30 mm, que possédaient les charpentiers).
Il est généralement peint en rouge par le fabricant (code visuel).
Le crayon de charpentier est utilisé par certains artistes pour obtenir des traits larges. La mine très large est parfois mise à profit pour la calligraphie et le tracé de caractères de types onciales, gothiques, etc., comme avec un calame.

### Crayon de maçon et de tailleur de pierre
Destiné à marquer la pierre, le béton, etc. ce crayon présente une mine dure, de 4 à 6H, et certains peuvent aller jusqu'à 20H. Il est en général de couleur verte (code visuel).

### Crayon de maquillage
Des crayons bois sont utilisés pour le maquillage, les « mines » sont des produits de divers types, de consistance plus ou moins souple, pour le contour des lèvres, les contours des paupières, des sourcils, etc. Ils doivent être taillés à la main avec une lame bien coupante. Le premier crayon de maquillage fut mis au point en 1927 par la firme allemande Schwan.

### Crayon de tailleur
Tailleurs ou couturières utilisent, pour marquer leurs tissus, des craies à base d'argile qui se présentent sous forme de rectangles de faible épaisseur. Il existe aussi des crayons à mine, en bois, et des mines longues à utiliser avec un porte-mine spécial. Certaines mines laissent des traces fluorescentes à la lumière ultraviolette.

### Crayon à copier
Le crayon à copier ressemble extérieurement à un crayon graphite classique, mais sa mine, de couleur violet foncé (mais il existe d'autres couleurs) permet de copier par transparence, sur un papier spécial, tout document, et de reporter ensuite la copie sur une autre feuille en humidifiant le support. Ce procédé, mis au point vers 1800, a été utilisé avant la mise au point des systèmes de copie et reste en vigueur pour copier manuellement des documents qui ne supporteraient pas la lumière d'un scanner. Le crayon à copier est encore utilisé comme crayon indélébile.

### Crayon lithographique
Le crayon lithographique est un crayon gras à base de graisse, de noir de fumée ou de copal, que l'on utilise pour dessiner sur la pierre lithographique. La graisse du crayon est absorbée par la pierre et retient l'encre lors de l'impression.

### Crayon «en papier»
Dans le but d'économiser le bois, des essais sont faits régulièrement pour modifier la nature du support. Le papier a été utilisé : du papier enroulé autour de la mine assurait la tenue et la rigidité, et il suffisait de dérouler une bande de papier pour dégager une nouvelle portion de mine. Ce système évitait l'emploi du taille-crayon, mais obligeait quand même à un affûtage manuel de la mine. Aujourd'hui des crayons sont fabriqués avec du papier recyclé encollé de manière à lui donner une consistance qui permet l'usage du taille-crayon.

### Crayon à tableau
Des crayons à tableau, capables d'écrire sur un tableau blanc et d'être effacés à l'aide d'un chiffon humide, sont récemment arrivés sur le marché. Ils permettent de remplacer les feutres effaçables habituellement utilisés pour ce support, et ont l'avantage d'avoir une meilleure durabilité.

## Crayon artistique
Le crayon, sous sa forme ancienne ou moderne, est l'outil de base du dessin. Son aptitude à tracer rapidement et légèrement, à être effacé, lui permet de servir de base à toutes sortes de techniques. La richesse des rendus fait que le crayon peut se suffire à lui-même, entre croquis rapide et œuvre très élaborée. Le terme « dessin » désigne toute œuvre réalisée par ce moyen.

### Technique des trois crayons

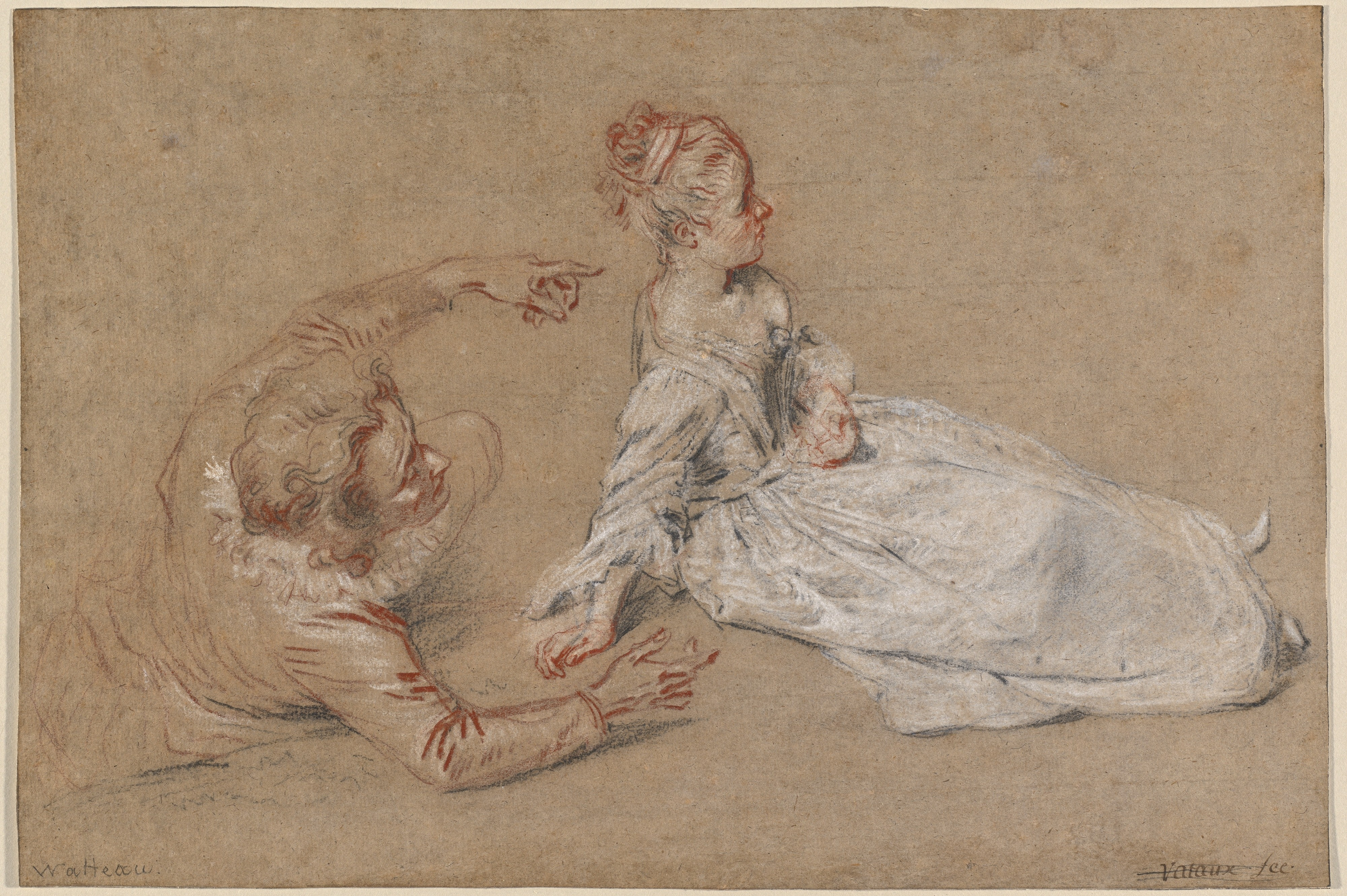
Exemple de technique aux trois crayons, Un homme allongé et une femme assise par terre par Antoine Watteau (vers 1716), Washington, National Gallery of Art.

La technique des trois crayons consiste à dessiner avec trois crayons de tons et valeurs différents, la pierre noire de ton foncé, la sanguine de ton moyen et la craie blanche de ton clair, sur un papier teinté, en général gris-bleu ou brun. La pierre noire donne les lignes principales du dessin et les ombres, la sanguine donne les couleurs et la craie blanche sert à indiquer les zones de lumière. Cette technique fut prisée au XVIIIe siècle par des artistes comme François Boucher ou Antoine Watteau.